# Centrolepis pallida
Centrolepis pallida är en gräsväxtart som först beskrevs av Joseph Dalton Hooker, och fick sitt nu gällande namn av Thomas Frederic Cheeseman. Centrolepis pallida ingår i släktet Centrolepis och familjen Centrolepidaceae. Inga underarter finns listade i Catalogue of Life.